# Aszfodélosz

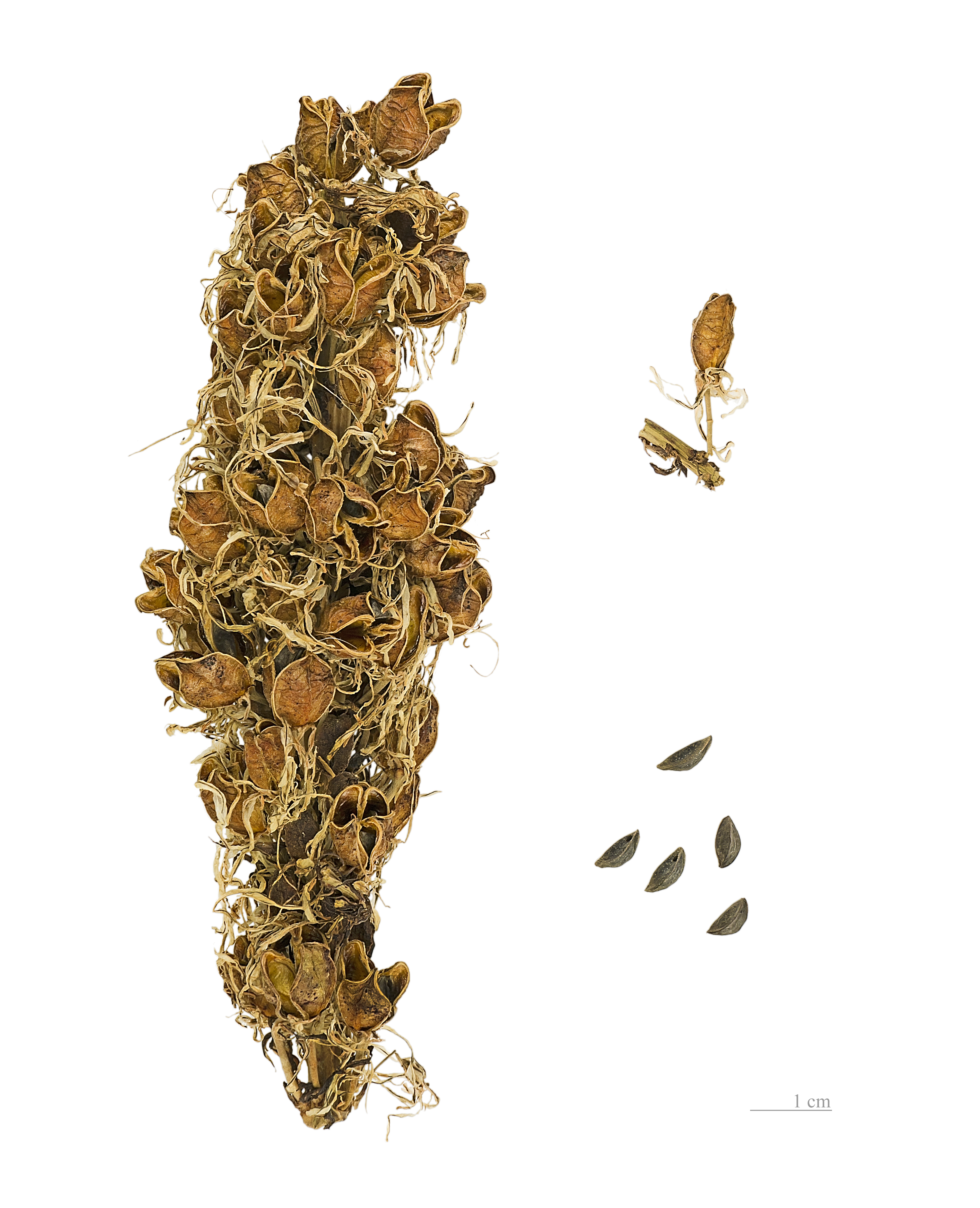
Asphodelus albus

Az aszfodélosz (Asphodelus) a spárgavirágúak (Asparagales) rendjében a fűfafélék (Asphodelaceae) családjának egy nemzetsége.
Kevéssé ismert és ritkán használt neve genyőte, amelyet néha tévesen Kitaibel Pálnak tulajdonítanak.

## Elterjedése
Főképp a Mediterráneumban nő; Magyarországon csak néhány, reliktum jellegű faja honos.

## Megjelenése
100–120 cm magasra növő, koloncos gyökerű, levélrózsás növény. Sötétzöld levelei háromszögletűek, sötétzöldek. Gyertyára emlékeztető szárán vannak fehér virágai. Termése rekeszekre hasadó, tojásdad tok.

## Életmódja, élőhelye
A mészkerülő lomberdőket kedveli.

## Felhasználása
Gyökérgumóját az ókortól ették; a középkorban királyi eledelnek nevezték. A Balkán-félszigeten sírokra ültetik.

## A kultúrában
A görög mitológiában az emberek lelke haláluk után aszfodéloszba költözik. A görögök halotti virága ezért az Asphodelus ramosus volt. Homérosz azt írta, hogy a holtak birodalmában, az alvilági Sztüx folyó partján aszfodélosz nő, és a halottak aszfodéloszmezőkön vándorolnak.
J. K. Rowling Harry Potter-regényeiben az aszfodélosz a bűbájos növények egyike. Az üröm és az aszfodélosz keveréke altató hatású, olyannyira, hogy az élő halál eszenciájának is nevezik. Valójában ez egyáltalán nem így van: az aszfodélosz gyökere izzasztó és vízhajtó szer.